# Bruce Swedien
Bruce Swedien (Minneapolis, 19 aprile 1934 – Gainesville, 16 novembre 2020) è stato un produttore discografico ed ingegnere del suono statunitense di origini scandinave.
Vincitore di cinque Grammy Award su 13 candidature, divenne noto per aver lavorato molti anni con Quincy Jones e Michael Jackson, curando tutti i dischi di quest'ultimo dal 1978 al 2001, compreso Thriller del 1982 che risulta ancora oggi essere l'album più venduto di sempre nella storia della musica.

## Biografia
Swedien nacque il 19 aprile 1934 a Minneapolis, Minnesota. I suoi genitori erano entrambi musicisti di formazione classica, cosa che portò Swedien a sviluppare una passione per la musica e la registrazione sin dalla più tenera età. Il suo interesse per la musica iniziò all'età di 10 anni, quando suo padre gli regalò un registratore di dischi. Quattro anni dopo, ottenne un lavoro estivo in un piccolo studio di registrazione locale dove creò una sua emittente radiofonica amatoriale per trasmettere gli album registrati.
Dopo aver studiato ingegneria elettrica e musica presso l'Università del Minnesota, Swedien ha sposato Beatrice Anderson subito dopo il diploma. A 21 anni era già un ingegnere del suono professionista. Nel 1957 Swedien si trasferì con la moglie e gli allora tre figli a Chicago, dove iniziò a registrare artisti jazz tra cui Duke Ellington e Sarah Vaughan lavorando prima per RCA Victor e poi sotto Bill Putnam alla Universal Recording Corporation.
Verso la fine degli anni '60 iniziò anche a lavorare con artisti soul, aiutando a realizzare i successi Higher and Higher e I Get the Sweetest Feeling per Jackie Wilson. Alla Universal, Swedien incontrò Quincy Jones, la coppia lavorò insieme su dischi di successo di Rufus e Chaka Khan, George Benson e Donna Summer.
Nel 1978 i due lavorarono insieme alla colonna sonora del film/musical The Wiz prima di iniziare a lavorare all'album da solista di debutto di Michael Jackson per la Epic Records, Off the Wall del 1979. Swedien ha continuato a collaborare con Jones su altri due album per Jackson, registrando e mixando Thriller (1982) e Bad (1987). In seguito, quando Jones e Jackson andarono per strade separate, Swedien ha continuato a lavorare da solo con Michael Jackson agli album Dangerous (1991), HIStory (1995) e Invincible (2001), l'ultimo album in studio registrato in vita da Michael Jackson.
Una componente chiave di quei dischi era l'Acusonic Recording Process (Processo di registrazione acusonico), di cui Swedien fu il pioniere, che ha permesso all'ingegnere di sincronizzare più registratori a 24 tracce, permettendogli di registrare un numero quasi illimitato di riprese vocali e strumentali. Ha anche inventato diverse tecniche che hanno dato agli album di Jackson il loro sound unico. Per registrare la batteria, ha costruito una piattaforma di legno rinforzata sollevata di 25 cm da terra, per fermare i suoni a bassa frequenza che si riflettono sul pavimento di cemento. Ciò ha portato al caratteristico, secco tonfo che si può sentire in canzoni come Billie Jean e Rock With You. Ha anche incoraggiato Jackson a registrare più volte i cori, facendo due passi indietro dal microfono in ogni ripresa successiva. Stratificandoli, creò un "coro di Michael Jackson" che, come descrisse Swedien, ingannava l'orecchio facendogli percepire la profondità di campo.
Swedien ha vinto i Grammy come Miglior ingegnere del suono per tre album di Jackson rispettivamente nel 1984 (per Thriller), 1988 (per Bad) e 1993 (per Dangerous), inoltre vinse nella stessa categoria anche grazie a due album di Jones, Back on the Block (1989) e Q’s Jook Joint (1995).
Altri personaggi famosi con i quali Swedien lavorò sono Count Basie, Dizzy Gillespie, Lionel Hampton, Oscar Peterson, Herbie Hancock, Jeff Oster, Patti Austin, Natalie Cole, B.B. King, Roberta Flack, Mick Jagger, Jennifer Lopez, Paul McCartney, Diana Ross e Barbra Streisand.

### Morte
Swedien è morto il 16 novembre 2020 a 86 anni, mentre si trovava da diversi giorni ricoverato in ospedale dopo una brutta caduta. La sua morte è stata annunciata dalla figlia, Roberta Swedien, che ha scritto su Facebook che suo padre «è morto serenamente» lunedì sera a Gainesville, in Florida, dopo una lunga malattia e complicazioni dovute a un intervento chirurgico. La famiglia non ha specificato altre cause di morte.